# Sonnenberg bei Parchim
Sonnenberg bei Parchim este o arie protejată (arie specială de conservare — SAC, sit de importanță comunitară — SCI) din Germania întinsă pe o suprafață de 885 ha, integral pe uscat.

## Localizare
Centrul sitului Sonnenberg bei Parchim este situat la coordonatele 53°23′24″N 11°45′39″E / 53.39°N 11.7608°E.

## Înființare
Situl Sonnenberg bei Parchim a fost declarat sit de importanță comunitară în aprilie 2004 pentru a proteja 1 specie de animale. Situl a fost protejat și ca arie specială de conservare în august 2016.

## Biodiversitate
Situată în ecoregiunea continentală, aria protejată conține 4 habitate naturale: Cursuri de apă de la nivel de câmpie la nivel montan, cu vegetație Ranunculion fluitantis și Callitricho-Batrachion, Păduri de fag Luzulo-Fagetum, Păduri de fag Asperulo-Fagetum, Păduri de stejar sau de stejar și carpen sub-atlantice și medio-europene de Carpinion betuli.
La baza desemnării sitului se află o specie protejată de  pești: cicar (Lampetra planeri)